# دوري الدرجة الأولى الأرجنتيني 1979
دوري الدرجة الأولى الأرجنتيني 1979 (بالإسبانية: Campeonato Nacional 1979)‏ هو الموسم 49 من دوري الدرجة الأولى الأرجنتيني. أشرف على تنظيمه اتحاد الأرجنتين لكرة القدم، وكان عدد الأندية المشاركة فيه 28، وفاز فيه نادي أتلتيكو ريفر بليت.